# Rhynchostegiella mindorensis
Rhynchostegiella mindorensis är en bladmossart som beskrevs av Brotherus 1909. Rhynchostegiella mindorensis ingår i släktet nålmossor, och familjen Brachytheciaceae. Inga underarter finns listade i Catalogue of Life.